# Liana Mihuț
Liana Mihuț (Aussprache IPA: /miˈhut͡s/; * 1958 in Arad) ist eine rumänische ehemalige Tischtennisspielerin, die 1978 Europameister im Doppel wurde.

## Werdegang
Ihre ersten internationalen Erfolge erzielte Liana Mihuț bei den Jugend-Europameisterschaften 1974 und 1976, wo sie im Doppel mit Ligia Lupu (1974) und der Schwedin Eva Strömvall (1976) jeweils Silber holte.
Zahlreiche Erfolge erzielte sie im Erwachsenenbereich im Doppel mit ihrer Standardpartnerin Maria Alexandru. So gewann sie die nationalen rumänischen Meisterschaften im Doppel 1976, 1977 und 1978 mit Alexandru, 1979 und 1980 mit Éva Ferenczi. 1977 wurde sie rumänische Einzelmeisterin. Bei den Balkanmeisterschaften kam sie 1975 zunächst mit Lidia Zaharia ins Endspiel, mit Alexandru siegte sie 1976 und 1978, 1977 wurde sie Zweite. Viermal in Folge, beginnend mit 1976, gehörte sie zur siegreichen rumänischen Damenmannschaft.
Bei ihrer dreimaligen Teilnahme an Weltmeisterschaften (1977, 1979, 1983) kam sie nicht in die Nähe von Medaillen. Erfolgreicher war sie bei den Europameisterschaften. Hier wurde sie 1978 mit Alexandru Europameister im Doppel, indem sie im Endspiel die Ungarinnen Judit Magos/Gabriella Szabó besiegten. 1980 konnten sie den Titel nicht verteidigen. Sie verloren im Finale gegen Walentina Popowa/Narine Antonyan (URS) und wurden Zweite.
Ende der 1970er Jahre nahm Liana Mihuț den Namen ihrer Pflegeeltern an und trat dann unter dem Namen Liana Macean auf. Einige Jahre später heiratete sie und hieß dann Liana Urzică.
Nach 1980 trat sie international nicht mehr in Erscheinung.

## Turnierergebnisse
| Verband | Veranstaltung                         | Jahr | Ort        | Land | Einzel        | Doppel    | Mixed     | Team |
| ------- | ------------------------------------- | ---- | ---------- | ---- | ------------- | --------- | --------- | ---- |
| ROU     | Balkan Meisterschaft                  | 1979 | Athen      | GRE  |               |           |           | 1    |
| ROU     | Balkan Meisterschaft                  | 1978 | Nis        | YUG  |               | Gold      |           | 1    |
| ROU     | Balkan Meisterschaft                  | 1977 | Brasov     | ROU  |               | Silber    |           | 1    |
| ROU     | Balkan Meisterschaft                  | 1976 | Samsun     | TUR  | Halbfinale    | Gold      |           | 1    |
| ROU     | Balkan Meisterschaft                  | 1975 | Sofia      | BUL  |               | Silber    |           |      |
| ROU     | Europameisterschaft                   | 1980 | Bern       | SUI  |               | Silber    |           |      |
| ROU     | Europameisterschaft                   | 1978 | Duisburg   | FRG  |               | Gold      |           |      |
| ROU     | Europameisterschaft                   | 1976 | Prag       | TCH  | Viertelfinale |           |           |      |
| ROU     | Jugend-Europameisterschaft (Junioren) | 1976 | Modling    | AUT  |               | Silber    |           |      |
| ROU     | Jugend-Europameisterschaft (Junioren) | 1974 | Goppingen  | FRG  |               | Silber    |           |      |
| ROU     | Weltmeisterschaft                     | 1983 | Tokio      | JPN  | letzte 128    | letzte 64 | letzte 32 | 11   |
| ROU     | Weltmeisterschaft                     | 1979 | Pyongyang  | PRK  | letzte 64     | letzte 64 | letzte 64 | 10   |
| ROU     | Weltmeisterschaft                     | 1977 | Birmingham | ENG  | letzte 64     | letzte 32 | letzte 64 | 13   |